# Associatie van gelobde zeecitroenkorst
De associatie van gelobde zeecitroenkorst (Flavoplacetum marinae) is een associatie uit het verbond van gelobde zeecitroenkorst (Flavoplacion marinae). De associatie omvat door halofiele korstmossen gedomineerde rotsvegetatie in de spatzone.

## Naamgeving en codering
| Caloplacetum marinae Du Rietz ex Klem. 1955 |

- Syntaxoncode voor Nederland (rVvN): r48Aa01

De wetenschappelijke naam Flavoplacetum marinae is afgeleid van de botanische naam van gelobde zeecitroenkorst (Flavoplaca marina); deze soort geldt als kensoort voor de associatie.